# Liste der Kulturdenkmäler in Drommershausen
Die folgende Liste enthält die in der Denkmaltopographie ausgewiesenen Kulturdenkmäler auf dem Gebiet des Ortsteils Drommershausen der  Stadt Weilburg, Landkreis Limburg-Weilburg, Hessen.
Hinweis: Die Reihenfolge der Denkmäler in dieser Liste orientiert sich an der Anschrift, alternativ ist sie auch nach der Bezeichnung, der vom Landesamt für Denkmalpflege vergebenen Nummer oder der Bauzeit sortierbar.
Kulturdenkmäler werden fortlaufend im Denkmalverzeichnis des Landes Hessen durch das Landesamt für Denkmalpflege Hessen auf Basis des Hessischen Denkmalschutzgesetzes (HDSchG) geführt. Die Schutzwürdigkeit eines Kulturdenkmals hängt nicht von der Eintragung in das Denkmalverzeichnis des Landes Hessen oder der Veröffentlichung in der Denkmaltopographie ab.

| Bild           | Bezeichnung         | Lage                                                     | Beschreibung | Bauzeit       | Objekt-Nr. |
| -------------- | ------------------- | -------------------------------------------------------- | ------------ | ------------- | ---------- |
| weitere Bilder |                     | Burgweg 3 LageFlur: 1, Flurstück: 235/2                  |              | 1845 bis 1855 | 52480 DDB  |
| weitere Bilder | Laufbrunnen         | Talbachstraße (bei Nr. 40) LageFlur: 1, Flurstück: 202/2 |              | 1845 bis 1855 | 52478 DDB  |
| weitere Bilder | Evangelische Kirche | Talbachstraße 28 LageFlur: 1, Flurstück: 35              |              | 1895          | 52479 DDB  |
| weitere Bilder |                     | Talbachstraße 33a LageFlur: 1, Flurstück: 127            |              | 1695 bis 1705 | 52481 DDB  |
| weitere Bilder |                     | Talbachstraße 38 LageFlur: 1, Flurstück: 5               |              | 1795 bis 1805 | 52482 DDB  |
| weitere Bilder |                     | Talbachstraße 41 LageFlur: 1, Flurstück: 135             |              | 1725 bis 1775 | 52483 DDB  |